# Караев, Алигейдар Керим оглы
Алигейдар Керим оглы Кара́ев или Али Гейдар Ага Керим оглы Кара́ев (азерб. Əli-Hejdər Karayev, Əliheydər Ağakərim oğlu Qarayev; 7 [20] июня 1896 — 21 апреля 1938) — видный государственный, политический, партийный и военный деятель Азербайджанской ССР, ЗСФСР и СССР; публицист и редактор различных периодических изданий.
Будучи членом социал-демократической организации «Гуммет», вначале примыкал к её меньшевистскому, а затем к большевистскому течениям. Являлся депутатом парламентов Грузинской Демократической Республики и Азербайджанской Демократической Республики, а после смены власти и провозглашения Азербайджанской Советской Социалистической Республики, стал членом Азербайджанского Временного Революционного Комитета (Азревкома).
Руководил местными органами власти Бакинского района (Бакинским временным ревкомом, затем Исполкомом Бакинского горсовета). Возглавлял народные комиссариаты труда и юстиции (1920), по военным и морским делам Азербайджанской ССР (1920—1923). Являлся членом Президиумов ЦИК Азербайджанской ССР и ЦИК ЗСФСР. Был членом ЦИК СССР IV созыва.
Организатор, создатель Азербайджанской Красной армии. Был членом Реввоенсоветов XI Красной Армии, Каспийского флота, Отдельной Кавказской Армии, Кавказской Краснознамённой армии и СССР.
До конца 1920-х годов он занимал ведущие позиции в Компартии Азербайджанской ССР — АКП(б). Являлся членом Политбюро, Оргбюро и Президиума ЦК АКП(б), секретарём ЦК АКП(б) и Первым секретарём Гянджинского окружного комитета АКП(б). Помимо Азербайджанской партийной организации, находился на различных партийных должностях Закавказской СФСР и Союза ССР. Был членом РКП(б), Кавказского бюро ЦК РКП(б), Вторым секретарём Закавказского краевого комитета ВКП(б). Работал в ЦКК ВКП(б), заведовал Восточным отделом исполкома Коминтерна.
Стал жертвой Большого террора; реабилитирован и восстановлен в партии (посмертно). 
Отношение к деятельности А. Караева в Азербайджане отрицательное.
Брат лауреата Ленинской премии, нефтяника Али-Овсата Караева, отец лауреата Государственной премии СССР, геофизика Назима Караева.

## Ранний период

### Юность
Алигейдар Караев родился 7 (20) июня 1896 года в шемахинском квартале Шыхминаз, в семье мелкого торговца. В возрасте шести лет, в 1902 году, его определили в моллахану (духовную школу), а после того, как в 1906 году в городе открылось реальное училище, Караев был принят на подготовительный курс этого учебного заведения.
Будучи учеником старших классов, он начинает публиковать заметки в своём любимейшем журнале «Молла Насреддин». Более того, в 1913 году А. Караев стал одним из участников заседания, созванного редакцией «Молла Насреддин» в Тифлисе. Как писал он позднее: «В 1913 году я принял участие в нелегальном съезде работников журнала „Молла Насреддин“, посвящённом борьбе против местных мулл, за освобождение женщин и другим вопросам». После того, как в 1914 году в городе открылось Шемахинского отделение культурно-просветительного общества «Ниджат», А. Караев принял в его работе активное участие. Он, в частности, имел отношение к организуемым отделением «Ниджата» постановкам спектаклей. За один из таких спектаклей, А. Караев получил благодарность от Шемахинского отделения общества «Ниджат». В 1911 году в Шемахе, по воспоминанию Сеида Шушинского, поэт Аббас Сиххат познакомил его с А. Караевым, который привлечёт его к революционно-пропагандистской работе.
Окончив в мае 1915 года реальное училище, А. Караев планировал получить высшее образование. Для продолжения образования у его отца не было средств и, отправившись за заработком в Баку, чтоб в дальнейшем посредством накопленных денег продолжить учёбу, 19-летний А. Караев поступил преподавателем 4-й русско-татарской школы. Выехав в 1916 году в Новочеркасск, он поступил здесь на факультет механики Донского политехнического института и уже вскоре стал участвовать в работе социал-демократического кружка студентов. Когда студенты первого курса, в феврале 1917 года, организовали стачку, то А. Караев вошёл в состав стачечного комитета, но за участие в стачке его арестовали, хотя под арестом он пробыл недолго.

### В период Русской революции
Покинув в начале мая Новочеркасск, А. Караев возвратился на родину. Пробыв какое-то время в Баку, он отправился в родную Шемаху. Здесь, в Шемахе, возникло Шемахинское студенческое бюро, в правление которого был избран Караев, Хагги Вейсов и другие. Студенты стали вести массово-разъяснительную и культурно-просветительную работу. Деятельность в городе А. Караева и Х. Вейсова была отмечена в опубликованной тогда статье поэта Аббас Сиххата «Деятельность мусульманских студентов».
23 мая 1917 года Алигейдар Караев председательствовал на заседании, на котором путём объединения рабочего Совета с солдатским Советов возник Совет рабочих и солдатских депутатов. В следующем месяце, крестьяне Шемахинского уезда избрали его делегатом на краевой съезд крестьянских депутатов Закавказья. Этот Съезд, созванный в Тифлисе, избрал Краевой центр Советов крестьянских депутатов Закавказья и А. Караев стал одним из членов его Президиума. Чтоб принять участие в работе Всероссийского Исполнительного комитета крестьянских Советов, он вместе с другими членами Президиума в начале июля выезжал в Петроград. По возвращении в сентябре того же года в Тифлис, происходит его сближение с местными меньшевиками-членами «Гуммет» и уже вскоре А. Караев вступает в Тифлисскую организацию «Гуммет».
Входил в редколлегию печатного органа Тифлисской организации «Гуммет» — газету «Ал байраг» («Красное знамя»), вышедшая в феврале 1918 года в Тифлисе. Кроме него, в подготовке выпуска этой газеты участвовали Ахмед Пепинов и другие. На её страницах публиковались статьи Алигейдара Караева. В них вопросы организации рабочего класса и крестьянства, равно как и тема классовой борьбы, трактовались с меньшевистских позиций. Издание «Ал байраг» в июле прекратилось, после чего А. Караев взялся за сатирический журнал «Тартан-партан» («Чепуха»), первый и последний номер которого увидел свет 24 сентября в Тифлисе. Являясь редактором журнала, А. Караев о его судьбе писал: «Хотя мы и предприняли попытку издавать на азербайджанском языке юмористический журнал „Тартан-партан“, однако после первого номера были вынуждены закрыть его из-за отсутствия средства».

## Политик и революционер

### Депутат азербайджанского парламента
Закавказская демократическая федеративная республика, объявившая о своей независимости в апреле 1918 года, спустя два месяца распалась на три самостоятельных государства — Грузию, Армению и Азербайджан. В то время А. Караеву исполнилось 22 года. В октябре его избрали членом грузинского парламента от Тифлисской организации «Гуммет», но месяц спустя он подал в отставку, мотивируя свои действия не знанием грузинского языка. Тогда же, в ноябре, вместе с Г. Султановым и С. М. Эфендиевым он уговорил М. Д. Гусейнова вступить в «Гуммет».
Военно-политическая обстановка в Восточном Закавказье осенью того же года серьёзно изменилась. В Баку пало правительство правых социалистов (правые эсеры, армянские дашнаки и меньшевики), а сам город был занят турецко-азербайджанскими войсками, куда вскоре переехало правительство Азербайджанской Демократической Республики, в большинстве состоявшее из мусаватистов. Спустя некоторое время здесь высаживаются британские войска. В ту пору перед правительством встаёт задача открыть парламент. А. Караев решил участвовать в его деятельности. Вместе с другими членами грузинского парламента от Тифлисского «Гуммет» он 3 декабря прибыл в Баку. На этот день планировалось открыть парламент, но этому воспрепятствовали англичане, отчего открытие состоялось 7 декабря.
В законодательном органе он вместе с другими видными представителями тифлисского «Гуммет» стал членом Социалистической фракции. Караев был одним из тех депутатов от левых, кто сыграл выдающуюся роль в азербайджанском парламенте. Начиная с декабря 1918 и по апрель 1920 года, он 80 раз выступал на заседаниях парламента по различным вопросам. С января 1919 года член Комиссии по законодательному предположению, а с апреля — член Рабочей комиссии.
Алигейдар Караев поддерживал идею создания университета в Баку, вокруг законопроекта о котором в парламенте развернулась острая полемика. Документы, касающиеся университета, около четырёх месяцев обсуждались различными комиссиями и партийными фракциями, а также на заседаниях парламента. Фракция партии «Ахрар» категорически выступила против университета. Сильная оппозиция возникла среди членов партии «Мусават». Против выступили некоторые беспартийные. 21 августа 1919 года Караев с трибуны парламента заявил: «Ради просвещения мы не будем жалеть никаких сил. Университет должен быть… В университет надо дать возможность поступать всем желающим учиться». Когда с правой стороны парламента (её занимали иттихадисты и беспартийные) прозвучала реплика, что он, мол, хочет «совсем советский университет», Алигейдар Караев сказал: «против университета идти нельзя. Если кто и будет против университета, то демократия это подметит и устроит над ним свой беспощадный суд». При обсуждении устава университета Караев стоял на необходимости допуска студенческих депутатов к участию в деятельности Совета профессоров, но подобные предложения представитель фракции «Дашнакцутюн» потребовал отвергнуть. В конечном итоге парламент 1 сентября 1919 года принял «Закон о Бакинском Государственном Университете», а 29 сентября — университетский устав.
Будучи депутатом азербайджанского парламента, А. Караев критически относился к этому органу. 25 апреля, выступив на конференции организации «Гуммет», он сделал выпад в адрес гумметистов-меньшевиков, которые возлагали надежды на парламент. Алигейдар Караев говорил: «нам нечего ждать и от парламента… Не надейтесь и на четырёххвостные выборы, ибо туда пройдут большинством кулаки и буржуазия». Более того, он хотел покинуть законодательный орган и не раз ставил вопрос об этом перед Бакинским комитетом РКП(б). Как писал в своих воспоминаниях А. Микоян, А. Караев
не раз просил у нас разрешения выйти из буржуазного парламента, депутатом которого он являлся. Он был возмущён поведением парламента во время забастовки и заявил, что не может оставаться в этом «болоте». Однако мы все дружно выступили против. Нам нельзя было отказываться от использования легальной парламентской трибуны для политической борьбы и пропаганды наших взглядов. Мы понимали, что успешное сочетание нелегальных и легальных форм партийной работы является одной из основ ленинской большевистской тактики. Караева удалось убедить, и он примирился с необходимостью продолжать эту крайне неприятную для него работу. И надо сказать, что он выполнял её весь успешно, умело используя в интересах партии своё положение депутата.

### Центральная бакинская рабочая конференция
Переехавшее в сентябре 1918 года в Баку правительство Азербайджанской Демократической Республики стало устанавливать свой правопорядок. Оно издало постановление о денационализации нефтяной промышленности и возвращения предприятий их бывшим собственникам, отменив тем самым декреты и распоряжения бывшего Бакинского Совета. Коллективный договор был упразднён.
В середине декабря фабрично-заводские, промысловые, судовые и конторские комитеты вместе с представителями профсоюзов образовали Центральную бакинскую рабочую конференцию. Мусаватисты, в свою очередь, приступили к организации «Тюркской рабочей конференции». Бакинская рабочая конференция стала вскоре постоянным высшим представительным органом бакинских рабочих и возвращение к коллективному договору стало одной из её основных целей.
Вначале эсеры и меньшевики имели большинство в Бакинской рабочей конференции, но к середине марта 1919 года руководство этим органом переходит к большевикам. По предложению последних 11 марта состоялось переизбрание Президиума Бакинской рабочей конференции. Алигейдар Караев стал одним из членов Президиума, состоя в ней как товарищ председателя Президиума. В новом Президиуме всего 4 из 7 членов и 2 из 3 кандидатов были большевиками.

#### Всеобщая майская забастовка 1919 года
По постановлению Министерство труда Азербайджана от 26 января 1919 года коллективный договор (колдоговор), который 2 октября 1917 года декретировал Исполком Бакинского Совета, полностью восстанавливался сроком только на один месяц, кроме части, касающейся права приёма и увольнения рабочих. Своим распоряжением от 3 марта Министерство труда продлило срок его действия до 26 марта. Расчёт сводился на то, что за эти три недели будет разработан и заключён между рабочими-нефтяниками и нефтепромышленниками новый колдоговор, но срок его действия истёк и нефтепромышленники прекратили выплату по нему.
Правительству со стороны Бакинской рабочей конференции, Совета профсоюзов и правления профсоюза рабочих-нефтяников, по указанию Бакинского комитета РКП(б), было выдвинуто требование восстановить с 1 апреля тариф колдоговора для рабочих и служащих. Они перенесли этот вопрос на обсуждение профсоюзных собраний и получили поддержку рабочих. Бакинская рабочая конференция, обсудив 18 апреля, по предложению коммунистов, доклад Президиума конференции о колдоговоре и товарообмене с Советской Астраханью, приняла резолюцию. В ней указывалось на необходимость предъявить колдоговор министру труда и нефтепромышленникам, но а если же договор отклонят, то Президиуму поручалось проработать меры борьбы за него. Когда коммунисты и профсоюзные активисты принимали данную резолюцию, то они руководствовались тем, что правительство вынуждено будет пойти на переговоры с Советской Астраханью по вопросу товарообмена.
30 апреля рабочие-текстильщики заставили Акционерное общество по обработке волокнистых веществ заключить коллективный договор и от рабочих его подписали несколько лиц, в том числе Караев. Что касается переговоров рабочих с нефтепромышленниками, то они не принесли результатов. В отличие от установленных тарифных ставок старого колдоговора, тарифные ставки колдоговора в редакции рабочей комиссии не нашли поддержки со стороны нефтепромышленников, поскольку он предусматривал увеличение оплаты более чем вдвое.
Рабочая конференция взяла курс на подготовку к всеобщей забастовке. 30 апреля (Н. Сулейманов называет 4 мая), для руководства забастовкой был избран Центральный Стачечный комитет, куда вместе с остальными большевиками вошёл и Караев. Но перед забастовкой прошла первомайская демонстрация. Караева и А. И. Микояна Президиум Бакинской рабочей конференции выделил ораторами для выступлений на демонстрации. Они произнесли речи на митинг на площади Свободы.
4 мая Бакинская рабочая конференция на своём заседании приняло резолюции об объявлении всеобщей экономической стачки с целью заключения коллективного договора и вывоза нефти в Астрахань. И хотя всеобщая стачка была назначена на 6 мая, на водном и железнодорожном транспорте её объявили уже 5 мая. В первый же день стачки азербайджанское правительство выпустило прокламацию за подписью председателя Совета министров Н. Усуббекова, в которой всеобщая забастовка объявлялась политической акцией, направленной «против основ Азербайджанской республиканской государственности», а её руководители именовались «большевистски настроенными элементами и агентами Российской Совдепии».
В некоторых населённых пунктах близ Баку (например Балаханы, Рамана, Забрат) рабочих избивали и насильно заставляли становиться на работу. Бакинскую текстильную фабрику дважды безрезультатно посещали члены партии «Мусават», а после сюда прибыл отряд городовых. На фабрике были арестованы члены фабрично-заводского комитета и правления профессионального союза и лишь после вмешательства рабочих большинство арестованных (кроме двоих человек) были освобождены. О событиях на фабрике будет рассказано в статье Караева «На Тагиевской фабрике», опубликованной 16 мая газетой «Заря».
Чтоб заявить протест в связи с действиями правительства, Центральный Стачечный комитет отправил Караева и А. И. Микояна к министру труда. Переговоры министра труда А. Сафикюрдского со стачкомом начались по инициативе самого министра и в переговорах с Караевым, Микояном он соглашался пойти на некоторые уступки, но уже в 12 часов 9 мая весь состав Стачкома был арестован. В тот же день Главнокомандующий английскими силами в Закавказье генерал Г. Ф. Мильн объявил о введении смертной казни в Закавказье. Потом Караев был выпущен из тюрьмы.

#### Во главе Бакинской рабочей конференции
После майской забастовки Караев стал председателем Бакинской рабочей конференции, сменив И. И. Анашкина.
На состоявшемся 17 мая заседании Президиума Бакинской рабочей конференции было принято решение об издании на азербайджанской языке ежедневной газеты «Известия рабочей конференции», редактирование которой поручили Караеву «с правом кооптации нужных лиц». Будучи органом Бакинской рабочей конференции, газета «Бакы фехле конфрансынын ахбари» («Известия Бакинской рабочей конференции») выходила легально. Редактором всё это время был Караев. Её печатали в типографии «Туран» и за период с 8 июня по 7 августа вышло 47 номеров. Эта газета первой опубликовала большую часть принятой VIII Съездом РКП(б) новой программы партии, причём в переводе на азербайджанский язык. В конце концов, газета была закрыта азербайджанским правительством.
В марте 1920 года власти предприняли ряд контрмер, выразившиеся в арестах и закрытии ряда рабочих организаций. Как председатель Бакинской рабочей конференции А. Караев вместе председателем Совета профсоюзов И. М. Конушкиным подписали письмо, которое было адресовано азербайджанскому правительству с требованием немедленного открытия всех закрытых помещений и освобождении заключённых, грозя снять с себя ответственность за любые действия, которые могут последовать со стороны бакинского пролетариата.

### Из меньшевиков в большевики
Летом 1918 года первое Советское правительство в Баку в лице левых социалистов (большевики и левые эсеры) сложило власть. На смену ей пришло несоветское правительство правых социалистов (правые эсеры, меньшевики и армянские дашнаки), которое не смогло противостоять наступлению турецко-азербайджанских войск. Несмотря на падения Советской власти, в Баку продолжали активно действовать партии социалистической ориентации, которые находились на большевистской позиции: «Гуммет», «Адалят» и Бакинский комитет РСДРП(б), который после смены названия на Коммунистическую партию станет Бакинским комитетом РКП(б). Если многие гумметисты-большевики перебрались в Астрахань, то гумметисты-меньшевики перешли на нелегальное положение. Между обоими течениями существовали идейные разногласия.
В период парламентской деятельности, А. Караев постепенно начинает отходить от меньшевистского крыла «Гуммет». Уже в феврале 1919 года он становится членом большевистской партии, а 27 октября его избрали членом бюро Бакинского комитета РКП(б). Когда в марте того же года, в Баку, состоялась конференция всех членов организации «Гуммет», то внутри неё проявились два течения — левое (коммунисты) и правое (меньшевики). М. Д. Гусейнов в 1923 году вспоминал:
В Центральном Комитете партии «Гуммет» с момента последних выборов (приблизительно март 1919 г.) всё время существовали две фракции: большинство из 7 членов (Караев, покойный Ашим Алиев, покойный Мусеви, Ага-Заде, Азим-Заде, я и ещё один товарищ — фамилию не помню) — это коммунисты, всё время работающие по директивам Бакинского комитета РКП(б), и другая часть — меньшинство в 4 члена (покойный Абилов, Агамалиоглы, Пепинов и Джамиль Везиров) — это меньшевики.
Порвав с меньшевизмом, Караев начинает участвовать в деятельности большевиков. 7-8 мая 1919 года в Баку состоялась Первая Закавказская партийная конференция. Караев не только был одним из делегатов конференции, но, по имеющимся данным, он вошёл в состав избранной конференцией Краевого комитета партии (не путать Кавказский Краевой комитет РКП(б) 1917—1920 годов с Закавказский Краевым комитетом РКП(б) 1922—1937 годов). В конце сентября гумметисты-меньшевики инициировали созыв съезда крестьян Казахского уезда. На съезд бакинские коммунисты, руководствуясь указанием Бакинского комитета РКП(б), делегировали пятерых человек, в том числе Караева, которого избрали в Президиум съезда. Он участвовал в состоявшейся 22—25 сентября в Баку работе Первой Закавказской объединительной конференции молодёжных организаций Азербайджана, Грузии и Армении.
11—12 февраля 1920 года в Баку состоялся нелегальный Первый съезд коммунистических организаций Азербайджана. На нём произошло объединение «Гуммет», «Адалят» и Бакинского комитета РКП(б) в единую Азербайджанскую коммунистическую партию (большевиков) — АКП(б). Алигейдар Караев принимал активное участие в созыве и работе Съезда. На нём он был избран членом его Президиума. Съезд избрал Центральный Комитет (ЦК), в состав которого он вошёл. На состоявшемся после Съезда первом пленуме ЦК, А. Караева избрали членом Бюро ЦК АКП(б). Бюро же на своём заседании, состоявшемся 17 февраля, сформировало Президиум ЦК в составе трёх человек (А. Караев, М. Д. Гусейнов и В. Г. Егоров) и тогда же назначило его членом агитационно-организационной коллегии ЦК.
К весне того же года в стране сложилось тяжёлая внутриполитическая ситуация. Азербайджан переживал глубокий социально-экономический и политический кризис. Не простой была и внешнеполитическая обстановка. 15 марта Кавказский Краевой комитет РКП(б) от имени трудящихся Кавказа выпустил обращение к российскому пролетариату, крестьянству и Красной армии. Вдохновляясь успехами «на полях брани и на полях труда», авторы обращения выражали надежду, что Советская Россия, Коминтерн и Красная армия «активно помогут нам освободиться от власти капитала». В числе подписавшихся под это обращение был и Алигейдар Караев.

### Партийный публицист
Караев играл существенную роль в издании большевистских газет и журналов, выходивших в 1919—1920 годах. В разное время он редактировал свыше десяти газет и журналов, которые печатались на русском и азербайджанском языках. Активно участвовавший в их издании Н. Б. Гаджиев (Неймат Басир), вспоминал:
Нас, заправлявших делами газет, во главе с товарищем Караевым было три-четыре сотрудника. В жарких летом, холодной зимой типографиях (в типографиях «Туран» и «Новруз») нам приходилось заниматься и статьями, и переводом, и корректурой, и оформлением.
С 8 июня по 7 августа под редакцией Алигейдара Караева издавалась легальная ежедневная газета на азербайджанском языке, орган Бакинской рабочей конференции — «Бакы фехле конфрансынын ахбари» («Известия Бакинской рабочей конференции»), пока её не закрыло правительство. Взамен «Бакы фехле конфрансынын ахбари» Караев стал редактировать другую легальную ежедневную газету на азербайджанском языке — «Хаг» («Правда»), увидевшая всего один номер и также закрытая правительством.
Затем он редактировал ещё одну легальную азербайджаноязычную газету «Фугара садасы» («Голос бедноты»), которую постигла та же судьба, что и других газет (её закрыло правительство). На следующий день после закрытия «Фугара садасы» стала выходить очередная легальная газета на азербайджанском языке «Захмет садасы» («Голос труда»), также под редакцией Караева, пока её не закрыло правительство.
Ко второй годовщине Октябрьской революции, под редакцией Караева 25 октября (7 ноября) увидела свет однодневная газета «Октябр инглабы» («Октябрьская революция»). Он же являлся автором её передовой статьи. Начиная с 8 декабря 1919 года Алигейдар Караев приступил к редактированию газеты «Азербайджан фугарасы» («Азербайджанская беднота»), которая издавались 3 месяца. Являлся редактором сатирического журнала «Маш’ал» («Факел»), издававшегося с ноября 1919 года.
Входил в состав редакционной коллегии органа социал-демократической организации «Адалет» — газеты «Хуррийет» («Свобода»). В соответствии с решением Бюро Бакинского комитета РКП(б) Караева 20 августа 1919 года в газете «Хуррийет» заменил Рухулла Ахундов.

## Начало государственной деятельности
После того, как азербайджанское правительство 27 апреля передало власть АКП(б), большевики образовали Азербайджанский Временный Революционный Комитет (Азревком), ставший высшим органом государственной власти на территории страны. Алигейдар Караев стал одним из его членов и на заседании Азревкома, состоявшемся 28 апреля, был также утверждён народным комиссаром (наркомом) труда и юстиции.

### Нарком юстиции
В соответствии с приказом наркома юстиции от 2 мая лицам, находящимся на службе Министерства юстиции АДР, предлагалось не только приостановить производство гражданских и уголовных дел, но и прекратить всякие распоряжения по ним.
Новая власть приступила к строительству нового государственного строя. Подписи А. Караева как наркома юстиции стоят под Декретом Азревкома о народном суде (12 мая) и Постановлении об упразднении буржуазных, судебных установлений и об образовании народных судов и следственных комиссий (12 мая). Таким образом, Азербайджанская судебная палата, окружные суды городов Баку и Гянджи, прокурорские и судебные следственные органы, мировые отделы, институт присяжной и частной адвокатуры, судебные приставы прекращали своё существование. Взамен их, учреждались новые органы по осуществлению правосудия — народные суды. В середине июня в Баку и Бакинском уезде действовали 12 народных судов и 4 народных суда для разбора важнейших уголовных дел.
Декрет о народном суде лёг в основу социалистического права Азербайджана. Данный нормативно-правовой акт, как и Положение о народном суде учитывали опыт судебного строительства РСФСР. Отличием от аналогичного декрета СНК РСФСР о суде № 1 явилось то, что Декретом Азревкома не предусматривалось применение царских и мусаватских законов. Объясняется это тем, что при издании российского декрета советское законодательство только формировалось и по ряду вопросов не имелось законодательных актов, в то время как Советский Азербайджан при издании своего декрета мог восполнить соответствующие законы за счёт законов Советской России. Говоря о правовой базе, то при рассмотрении дел, судам надлежало руководствоваться законами азербайджанского правительства и в случае их отсутствия или неполноты — своим социалистическим правосознанием (ст. 22). Он закрепил принцип национального языка, отчего люди получили возможность защищать свои интересы и слушать судебные процессы на родном языке («в Азербайджанской Социалистической Советской Республике допускается судоговорение на всех местных языках», ст. 21). Должность народного судьи стала выборной: народные судьи подлежали избранию коллегиальным органом (Советами) и через Народный комиссариат юстиции, дававшего о них отзывы, последующему утверждению Советом Народных Комиссаров (правительством), но поскольку первое время ещё не было Советов, но народные судьи избирались местными революционными комитетами (ревкомами).
Вскоре с подписями А. Караева вышли Декреты Азревкома о временном нотариате (25 мая), о третейском суде (9 июля). 3 июля он поставил подпись под «Временное положение о порядке содержания под стражей». Данный документ являлся одним из первых актов новой власти, который регламентировал деятельность тюремных учреждений. Если сравнивать с тем состоянием, в котором находились тюремные учреждения на момент установления Азербайджанской Демократической Республики, то «Временное положение» стало значительным шагом вперёд в становлении трудового порядка и законности в местах лишения свободы.
На следующий день после установления Советской власти, 29 апреля, Азревком издал декрет, организовавший Верховный Революционный трибунал Азербайджанской ССР (здесь отличием стало то, что если в РСФСР суд и ревтрибунал учреждались одним декретом, то в Азербайджанской ССР двумя разными декретами). В тот же день А. Караев поручил председателю Верховного революционного трибунала Теймуру Алиеву «принять к своему производству дела об убийстве Мир Фаттаха Мусеви, Ашума Алиева и Али Байрамова». Сам он, на процессе по делу убийства А. Байрамова, выступил в качестве общественного обвинителя.

### Нарком труда
В Азербайджане сразу был введён 8-часовой рабочий день. Однако для целых групп лиц (несовершеннолетних), профессий и производств устанавливался сокращённый рабочий день. Как нарком труда он поставил подпись под Декрет Азревкома о рабочем контроле, охвативший производство, закупку сырых материалов, полуфабрикатов, их переработку и хранение, а также финансовое состояние предприятий. При организации данного механизма хозяйственно-организаторской деятельности широко использовался опыт РСФСР.
Его подпись стоит под Декретом Азревкома о социальном обеспечении рабочих и служащих на случай болезни (9 июня), Положении о тарифе ставок рабочих и служащих (4 июля), Декрете о выдаче пособий безработным (19 июля), Декрете о вводе в действие положения о дисциплинарных судах при Азербайджанских отделениях и уездных производственных профсоюзах (28 июля), а также Постановлении Азревкома о нормах заработной платы для рабочих и служащих. В соответствии с последним на территории Азербайджана распространялись тарифы профсоюзов и та же система оплаты, что и в Советской России.

### Руководство органами власти Бакинского района
Деятельность в Азревкоме и СНК А. Караев совсем скоро стал совмещать с работой в Бакинском Временном Революционном Комитете — органе местной власти Бакинского района. Он был выдвинут в председатели Бакинского ревкома.
Спустя месяц, 28-29 мая, прошли выборы в Бакинский Совет рабочих, красноармейских и матросских депутатов (Баксовет), заменивший Бакинский ревком. На своей первой сессии, открывшейся 13 июня, Бакинский Совет избрал исполнительный комитет (Исполком Баксовета), а Караева его председателем. На первом заседании Совета он выступил с предложением перевезти в Баку останки 26 бакинских комиссаров, что было поддержано участниками заседания (в то время они покоились на центральной площади Ашхабада). Как председатель Бакинского исполкома (предбакисполкома) он был одним из подписавших 31 октября декрет Азревкома о национализации предприятия «Куринская вода» и передаче управления предприятия отделу водоснабжения Бакисполкома (общество «Куринская вода» начала свою деятельность в 1908 года, доставляя на шхунах речную воду из устья р. Кура).

## Наркомвоенмор Азербайджана
Важной частью его биографии является работа в военной области. Под редакцией Алигейдара Караева издавалась первая красноармейская газета республики «Гырмызы аскер» («Красноармеец»), первый номер которой увидел свет 4 мая 1920 года.
Вначале старую азербайджанскую армию перестраивали по образцу Красной армии с подчинением XI армии, но после Гянджинского мятежа её расформировали. Вскоре в Народном комиссариата по военным и морским делам Азербайджана (Наркомвоенморкомиссариат) произошли кадровые изменения. Руководством над ним перешло к Караеву, который на тот момент достиг 24-летнего возраста.
Будучи молодым, он не имел пока опыта работы по созданию вооружённых сил, как не обладала этим опытом молодая Азербайджанская Социалистическая Советская Республика. Сперва Караев исполнял обязанности наркомвоенмора Азербайджана. 13 июня он впервые осмотрел воинские части. В его приказе по Наркомвоенморкомиссариату говорилось:
Товарищи аскеры и командиры! Вчера первый раз вы представились мне на смотре и своим бодрым, весёлым видом укрепили во мне уверенность, что с такими красными орлами революция не погибнет. Несмотря на то, что в ваших рядах были плохо одетые и обутые, всё же в их глазах, даже при внешне плохом виде, ясно читал понимание тех великих идеалов, за которые мы боремся.
21 июня 1920 года Азревком своим постановлением назначил его наркомом по военным и морским делам Азербайджана и в этой должности он пробыл до 1 февраля 1923 года.

### Строительство армии
В течение июня — июля 1920 года Караев руководил работой по расформированию всех частей старой армии. Одновременно с этим шла организация новой армии. Красная армия Азербайджана строилась по образцу Красной армии РСФСР. Её становление проходило в трудных условиях. Отсутствовали национальные командные кадры, не доставало продовольствия, обмундирования, казарм. Большая часть красноармейцев при строительстве национальных вооружённых сил ещё оставались неграмотными.
В соответствии с приказом Караева 19 июня началось формирование первых воинских подразделений Советского Азербайджана — 1-го интернационального имени товарища Ленина стрелкового полка и стрелкового полка «Красный Восток». В тот же день приказом наркомвоенмора начальником охраны железных дорог Азербайджанской ССР был назначен М. Г. Ефремов, способствовавший укреплению азербайджанских бронечастей.
16 июня началось формирование 1-го Азербайджанского разведывательного отряда. Однако он остро нуждался в самолётах. Сложившиеся положение послужило отправке Реввоенсовету РСФСР телеграммы за подписью Караева и Нариманова. В ней содержалась просьба оказать азербайджанскому правительству помощь в создании воздушного флота. Советская Россия предоставила как материальную часть, так и военные кадры. Авиаотряду оказывалась всяческая помощь со стороны правительства республики. Доклады начальника азербайджанского воздушного флота С. М. Монастырева неоднократно заслушивались Караевым и Наримановым. Сам Караев являлся частым гостем лётчиков авиаотряда.
В середине июня началось создание Азербайджанской сводной стрелковой дивизии, кавалерийской бригады, нескольких артиллерийских дивизионов, технических войск и запасной артиллерийской батареи.
К концу ноября 1920 года полностью завершилось формирование Главного, военно-хозяйственного, военно-ветеринарного, артиллерийского и инженерного управлений, а вместе с ними складов, команд и мастерских. Образовались Политотдел, Военно-революционный трибунал, Управление воздушного флота республики, штаб войск внешней и внутренней обороны железных дорог, Управление коменданта города Баку и центральная закупочная комиссия. При оформлении аппарата республики, деятельность А. Караева носила напряжённый характер, в связи с чем Политбюро ЦК АКП(б), Оргбюро ЦК АКП(б) и Кавбюро ЦК РКП(б) 9 ноября постановили разгрузить его от другой работы.
По состоянию на 15 июля 1920 года весь личный состав вновь формируемых частей и военных учреждений Азербайджанской Красной армии насчитывал 5,484 человек. 17 августа Азревком издал подписанный Караевым и Н. Наримановым декрет о мобилизации граждан для пополнения Азербайджанской Красной армии. Только по Бакинскому губернскому военному комиссариату на призыв пришли 3,274 человека, из которых Азербайджанскую сводную дивизию пополнило около 2 тысяч. В мае 1921 года в рядах Азербайджанской Красной армии находилось 36 тысяч человек, но к концу года её состав сократили в 3,5 раза до 10 тысяч человек.
Караев также занимался работой по ликвидации неграмотности среди красноармейцев. Во всех подразделениях появились школы по обучению неграмотных. Ему принадлежит инициатива по выпуску журнала «Савадлы Гырмызы Аскер» («Грамотный красноармеец») — органа политотдела Азербайджанского стрелковой дивизии, увидевший свет в сентябре 1922 года. С лекциями и докладами Караев регулярно выступал перед воинами Азербайджанской стрелковой дивизии, моряками Каспийской военной флотилии. Он участвовал в походах и манёврах, посещал собрания красноармейцев, казармы.
27 марта 1921 года на заседании Азревкома было принято Положение об Азербайджанской Красной армии. 5 мая следующего года II Всеазербайджанский съезд Советов рабочих, крестьянских, красноармейских и матросских депутатов постановил вручить Азербайджанской Красной армии орден Красного Знамени.
Военные заслуги Караева были отмечены С. М. Кировым. В связи с 5-летием Красной Армии, 23 февраля 1923 года состоялось заседание Бакинского Совета, на котором Караеву за заслуги перед Красной Армии вручили меч с узорами.
В апреле 1925 года, М. В. Фрунзе провёл с А. Караевым проверку боеподготовки азербайджанских воинов. В приказе по войскам Кавказской Краснознамённой армии Фрунзе оставил следующую запись: «Особенно сильно заметны достижения Азербайджанской дивизии, где несмотря на отсутствие воинской повинности в прежние времена выправка и боевая подготовка заслуживают полного одобрения».

### Подготовка военных кадров
Если до Гянджинского мятежа все полковые командиры были представлены азербайджанцами, то после восстания весь старший командный состав заменили на русских командиров. Многих офицеров старой армии казнили. Только после подавления мятежа среди расстрелянных были 6 генералов, 6 полковников, 3 майора и 7 капитанов. Недостаток в национальных командных кадрах остро ощущался при создании новой Азербайджанской Красной армии. Перед Наркомвоенморкомиссариатом встала задача обучить и подготовить национальный командный состав.

#### Организация военно-учебных заведений
К апрелю 1920 года в Баку располагалось Азербайджанское военное училище, берущее своё начало от созданной в апреле 1918 года в Гяндже школы прапорщиков. В первые месяцы после установления Советской власти на базе военного училища были созданы Рабоче-крестьянские красные командные курсы.
Встав во главе Наркомвоенморкомиссариата, Караев инициирует их реорганизацию. 8 июня Рабоче-Крестьянские красные командные курсы сменили название на Азербайджанскую советскую сводную школу красного комсостава и ей, по просьбе самих курсантов, присвоили его имя. Её возглавил Гамбай Везиров. Первых красных командиров, причём 35 командиров-азербайджанцев, она выпустила 31 августа. К моменту расформирования 1-й Азербайджанской сводной дивизии (13 ноября 1920 года) подготовить в значительном количестве азербайджанских командиров не удалось и весь её командный состав состоял из русских командиров. К началу 1922 года из Азербайджанской советской сводной школы красного комсостава выпустились около 300 человек.
Под руководством А. Караева в Баку открылись авиационная и военно-спортивная школа, военно-политические курсы. Ему принадлежит инициатива по организации Азербайджанской военной школы I ступени из 1-й военной школы I ступени.
7 октября СНК Азербайджанской ССР принял решение об организации 1-й Азербайджанской военной II ступени школы. Официально открывшись 15 декабря, она располагалась в здании нынешней школы № 1 на улице Л. Толстого. Её первым начальником стал Гаджибеклинский, а комиссаром — Мехтиев. В качестве наркомвоенмора А. Караев в апреле 1922 года своим приказом переименовал школу в Первый Красный кадетский корпус, а в сентябре — в Первую азербайджанскую пролетарскую военную школу, переведя её на штатное положение военного учебного заведения.
Председатель Реввоенсовета СССР М. В. Фрунзе, совершив в сентябре 1923 года поездку в Азербайджан, писал, что «Азербайджанская республика обладает уже хорошим кадром национального командного состава снизу и вплоть до старших войсковых начальников».

#### Привлечение специалистов
К работе Караев решил привлечь военных специалистов, таких как бывшие офицеры А. Шихлинский и С. Мехмандаров. Последнего он хорошо знал ещё по парламенту Азербайджанской Демократической Республики.
Караев выдвинул предложение, а правительство Советского Азербайджана со своей стороны возбудило вопрос об использовании этих двух военачальников в работе по укреплению войск Азербайджанской ССР. По ходатайству азербайджанского правительства, генералы специальной телеграммой Серго Орджоникидзе были откомандированы в распоряжение азербайджанского наркомвоенмора. Их зачислили в штаб Азербайджанской Красной армии.
Мехмандаров стал работать советником по особым поручениям в Наркомвоенморкомиссариате и он был основным специалистом по развитию военного дела, формированию новых подразделений, родов войск и служб молодой Азербайджанской Красной армии, как и по вопросам её структурной организации. Что касается Шихлинского, то 1 декабря 1921 года он получил назначение для выполнения особых поручений при наркоме и вместе с тем преподавателя артиллерии в Азербайджанской сводной военной школе комсостава. Как писал заместитель Караева, генерал-лейтенант А. И. Тодорский: «В Главном штабе Наркомвоенмора работали два выдающихся военных специалиста — Мехмандаров и Шихлинский».
Своим решением Алигейдар Караев даже задержал в Баку военкома 18-й стрелковой дивизии И. Ф. Ткачёва, который возвращался из отпуска. Причиной тому послужило желание наркомвоенмора привлечь Ткачёва для организации политработы в азербайджанских частях, который вели борьбу с бандитизмом в республике. В телеграмме начальнику политуправления Отдельной Кавказской армии М. И. Лисовскому, отправленной А. Караевым 26 сентября 1921 года, говорилось:
Сего числа Баку мною задержан направляющийся Ваше распоряжение из отпуска бывший военкомдив 18 стрелковой т. Ткачёв, коего я намерен назначить военкомбригом Азербайджанской стрелковой (бывшей Аздивизии) для поднятия дела на должную высоту. Убедительно прошу Вашей санкции на вышеизложенное и срочного ответа по существу сего.
На это командующий Отдельной Кавказской армии А. И. Геккер ответил: "Бывший военкомдив 18 стрелковой т. Ткачёв может остаться временно Вашем распоряжении для назначения военкомом Азстрелбригады впредь до приезда из Москвы тов. Орджоникидзе, который имел в виду назначение тов. Ткачёва на другую должность. Какое-то время И. Ф. Ткачёв являлся военкомом отдельной Азербайджанской стрелковой бригады и Азербайджанской стрелковой дивизии.

### Гилянская кампания
В июне 1920 года в персидской провинции Гилян была провозглашена Гилянская ССР, также известная как Персидская ССР. В ночь на 31 июля здесь произошёл переворот, в результате которого к власти пришла не имевшая поддержки народа Иранская Коммунистическая партия, а в августе новая власть начала поход на Тегеран. Однако Персидская Красная армия, поддерживаемая Советской Россией и Советским Азербайджаном, несла тяжёлые потери в боях с персидскими казаками, которых поддерживали английские войска, и 21 августа ей даже пришлось оставить столицу Советской Гиляни — Решт.
В боях на иранской границе, проходивших в августе 1920 — июне 1921 годов, участвовала и Азербайджанская Красная армия. Но она была не способна вести боевые действия. Например, в донесении Реввоенсовета и штаба XI Красной Армии, посланного члену Реввоенсовета Кавказского фронта В. А. Трифонову, сообщалось о небоеспособности 2-го Азербайджанского стрелкового полка. По договорённости с революционным гилянским правительством, советская сторона почти регулярно направляла в Гилян азербайджанские части; в августе сюда прибыл азербайджанский полк численностью в 1360 человек, а в октябре полк «имени 26-ти» (900 штыков и конница в 400 сабель). Перед отправкой полка имени 26-ти (командир Г. Попов) Караев от имени Азербайджанской Республики вручил этому подразделению второе Красное Знамени. К осени завершилась реорганизация Азербайджанской стрелковой дивизии, переформированной в отдельную стрелковую бригаду и 23 ноября, напутствуемая Караевым Азербайджанская стрелковая бригада, отправилась из Баку в Энзели.
Сражавшийся в Иране 1-й стрелковый железный полк имени 26 бакинских комиссаров за взятие Решта, стойкость и упорство в боях на Меджильском направлении даже получил Красное Знамя. Тем не менее, командование Персидской Красной армии сообщало Кавбюро, Кавказскому фронту и штабу XI Красной Армии о небоеспособности иранских и азербайджанских частях, прося о срочной, немедленной и неотложной присылке «только русских частей».
По результатам переговоров Советская Россия и Персия 26 февраля 1921 года заключили советско-иранский договор о дружбе. Азербайджанское руководство было настроено продолжать кампанию и противилось выводу советских войск из Ирана. Когда Орджоникидзе, на состоявшемся 10 апреля 1921 года совещании в Баку, проинформировал о требовании Москвы «ликвидировать Гилянскую республику», то Караев с возмущением говорил:
Москва может объявлять Гилянскую республику ликвидированной, но Азербайджан, как самостоятельная республика, не только не ликвидирует [её], но наоборот... окажет ей всемерную поддержку людьми и средствами.
В конце концов Азербайджанская стрелковая бригада и иные части Азербайджанкой Красной армии в конце июля того же года вернулись в Азербайджан. Караев принимал парад возвратившегося из Персии полка имени 26-ти, который состоялся у штаба Наркомвоенморкомиссариата. Он дал полку название «Железный полк Имени 26», произнеся: «Этот полк есть гордость Азербайджана».

### Борьба с контрреволюцией
К лету 1920 года последним крупным организованным сопротивлением белогвардейцев оставался Крым («Белый Юг России»). Генерал-лейтенант А. И. Деникин передал пост Главнокомандующего Вооружёнными силами Юга России (ВСЮР) генерал-лейтенанту П. Н. Врангелю, который переформировал ВСЮР в Русскую армию. Удерживая блокированный Крым, этой армии удалось вырваться с полуострова и прорваться к Донбассу. Советская Россия на тот момент вела тяжёлую войну с Польшей.
22 августа 1920 года прошло заседание Кавказского бюро ЦК РКП(б) и ЦК АКП(б), на котором участвовал Караев. Оно приняло постановление, рассматривающее борьбу против Русской армией Врангеля фронтом борьбы азербайджанского пролетариата. Согласно ему 10 % членов партийной организации и 2 % членов профсоюза Азербайджана следовало мобилизовать в Красную Армию. Караев занимался отправкой добровольцев на врангелевский фронт. В конце сентября на крымский фронт отправился сформированный из добровольцев 1-й Бакинский рабочий полк. К концу октября на борьбу с врангелевцами в Баку были мобилизованы 1,5 тысяч рабочих, в том числе 252 коммуниста.
В целях борьбы с контрреволюцией, ЦК АКП(б) в конце августа 1920 года организовал четвёрку, куда вошёл Караев. 2 марта 1921 года решением Политбюро ЦК АКП(б) Караев с отрядом Азербайджанской Красной армии был командирован в Карабах для подавления контрреволюционных восстаний.
Во время советизации Грузии, произошедшей в феврале-марте 1921 года, Азербайджанская сводная военная школа находилась в группе войск, оказавших поддержку грузинским повстанцам со стороны Пойлы. Азербайджанская военная школа потом будет награждена Красным знаменем. Алигейдар Караев прибыл в Тифлис вместе с частями Красной Армии и принял участие в военное параде.

### Работа в иных военных структурах
Кроме Азербайджанской Красной армии, на территории Советского Азербайджана располагались также части XI Красной Армии (иначе говоря, Красной Армии РСФСР). По словам Караева, сказанными им на I Всеазербайджанском съезде Советов: «Для нас, рабочих и крестьян, эта Красная Армия является защитницей рабоче-крестьянской власти». Начиная с 14 ноября 1920 года и вплоть до 29 мая 1921 года он являлся членом Реввоенсовета XI Красной армии, а также Каспийского военно-морского флота. Как член Реввоенсовета XI Красной Армии Караев стал одним из подписантов приказа Азревкома об организации комитета по борьбе с малярией, учредивший соответствующий Комитет под его (Караева) председательством.
1 мая 1921 года Кавказский фронт был упразднён, а приказом Реввоенсовета от 22 мая из расположенных на территории Закавказья и Дагестана частей и соединений, в основном 11-й Красной Армии, была сложена Отдельная Кавказская армия (ОКА), которую возглавил А. И. Геккер. Начиная с этого месяца, Алигейдар Караев состоял членом Реввоенсовета ОКА, которая с 1923 года стала именоваться Реввоенсоветом Кавказской Краснознамённой армией. Будучи членов Реввоенсовета ОКА, Караев был председателем Правления Военно-промышленного комитета (Военпромкома) при Реввоенсовета ОКА в Азербайджанской ССР.
Тем самым, на территории Азербайджана располагались азербайджанские национальные части и части бывшей 11-й Красной Армии РСФСР, которые теперь были частями ОКА. В литературе приводятся разные сведения относительно того, с какого времени в составе ОКА числился 1-й Кавказский стрелковый корпус (командир А. И. Тодорский), который был построен на основе 11-й Красной Армии и располагался в пределах Азербайджана. По Зейналову корпус включили в состав ОКА 4 июня, но в литературе можно встретить, что корпус строился в составе ОКА. Что касается азербайджанских частей, то в июне 1921 года вновь началось строительство Азербайджанской стрелковой дивизии (Аздивизии), которая с 14 августа находилась в оперативном подчинении штаба 1-го Кавказского стрелкового корпуса. Потом на основе Аздивии, в сентябре, стала строиться Азербайджанская отдельная стрелковая бригада. С 10 декабря Аздивизия, как и другие закавказские национальные дивизии, вошла в состав ОКА и стала руководствоваться в оперативном отношении директивами командования.
12 марта 1922 года в Тифлисе конференция ЦИК АзССР, ЦИК АрмССР и ЦИК ГрССР приняли договор об объединении закавказских республик в Федеративный Союз Советских Социалистических Республик Закавказья (ФСССРЗ). Был учреждён Народный комиссариат по военным и морским делам ФСССРЗ и закавказским наркомвоенмором стал Ш. З. Элиава. 1 мая того же года Караев вместе с другими бойцами и командирами Отдельной Кавказской армии принял присягу на верность Родине. Спустя несколько дней, 12 мая, он стал заместителем наркома по военным и морским делам ФСССРЗ, а в ноябре начальником Частей особого назначения ЧК при СНК Азербайджанской ССР.
2 февраля 1924 года Караев стал членом Реввоенсовета СССР и оставался им до 21 ноября 1925 года.

## На других направлениях

### От комбедов к Советам. АзЦИК
После состоявшегося в октябре 1920 года II съезда АКП(б) в республике развернулась работа по создание комитетов бедноты (комбедов) — выборных органов крестьянства. Одним из отличий комбедов Советского Азербайджана от комбедов Советской России было то, что в РСФСР комбеды действовали параллельно с Советами, в то время как в Азербайджанской ССР Советов ещё не было. ЦК АКП(б) командировал Караева и Буниатзаде в Карабах для руководства подготовкой к выборам комбедов.
29 января 1921 года Политбюро и Оргбюро ЦК АКП(б) постановило до конца апреля провести выборы Советов, а открывшийся 11 февраля III съезд АКП(б) и вовсе указал, что переход по всей стране от комбедов к Советам — ближайшая задача Азербайджанской парторганизации. Приближался год с момента установления Советской власти (28.04.1920) и потому созыв общереспубликанского (Всеазербайджанского) съезда Советов планировался на 27 апреля. Караев входил в состав комиссии по созыву I Всеазербайджанского съезда Советов, созданной 23 марта Политбюро ЦК АКП(б).
Но поскольку в некоторых уездах работа по его подготовке шла слабо, то Караев был одним из тех, кто на пленуме ЦК АКП(б), состоявшемся 9-11 апреля, выступил за перенос I Всеазербайджанского съезда Советов с 27 апреля на май. На объединённом заседании Политбюро и Оргбюро ЦК АКП(б), состоявшегося 13 апреля, было принято решение послать его в числе 22 ответственных работников в уезды для руководства подготовкой к Съезду. В ряде уездов и участках выборы в Советы завершились. Караев присутствовал в Гяндже на открывшемся 1 мая съезде Советов
I Всеазербайджанский съезд Советов прошёл в Баку с 6 по 19 мая. На повестке его дня в числе прочих был и доклад Караева об организации Азербайджанской Красной армии. Первая Конституция Азербайджана, принятая 19 мая I Всеазербайджанским съездом Советов, сформировало иную, чем прежде, систему государственного управления. Азревком был упразднён, а высшим законодательным органом стал Азербайджанский Центральный Исполнительный Комитет (АзЦИК), который работал в период между съездами Советов. 21 мая, на заседании первой сессии пленума АзЦИК, Караева избрали членом Президиума АзЦИК и наркомвоенмором в состав Совета Народных Комиссаров (СНК), который являлся высшим исполнительным органом, ответственным перед съездом Советов и АзЦИК.
Караев был членом Центральной комиссии при АзЦИК по выработке азербайджанской научной терминологии. Он также состоял членом «комиссии под снятию чадры» при ЦИК.

### Участие в конституционной работе
29 декабря 1922 года, на конференции в Москве, четыре советских государства (РСФСР, ЗСФСР, УССР и БССР) подписали Договор об образовании Союза ССР (СССР). На следующий день документ утвердил I Всесоюзный съезд Советов, что положило начало 69-летнего периоду СССР.
К тому моменту каждая республика имела свою Конституцию. I Всесоюзный съезд Советов принял решение о разработке всесоюзной Конституции. Все республики получили Проект Конституции СССР. На рассмотрение АзЦИК данный проект передал Н. Нариманов, который стал членом ЦИК СССР. АзЦИК и СНК Азербайджанской ССР на своём расширенном заседании утвердили специальную комиссию по рассмотрению проекта союзной Конституции, в состав которой вошёл Караев. Эта комиссия внесла некоторые предложения и поправки к проекту. 31 января 1924 года II Всесоюзный съезд Советов принял первую Конституцию СССР.
Спустя несколько месяцев Караев вошёл в состав конституционной комиссии, образованной в сентябре того же года с задачей подготовить текст изменений и дополнений Конституции Азербайджанской ССР 1921 года, которая была приведена в соответствие с Конституцией ЗСФСР 1922 года и Конституцией СССР 1924 года (новая редакция утверждена на IV Всеазербайджанском съезде Советов 14 марта 1925 года).

### Автономизация Карабаха
5 июля 1921 года Пленум Кавказского бюро ЦК РКП(б) — Кавбюро — принял решение о выделение горной части Карабаха в автономию. На ЦК АКП(б) Кавбюро возложил задачу определить объём автономии Нагорного Карабаха. Караев активно участвовал в подготовительных мероприятиях по выделению Карабаха в автономию (не путать его с председателем Карабахского ревкома Асадом Караевым). Он неоднократно информировал различные структуры о Карабахе: Президиум АзЦИК Советов (19 июля), Политбюро и Оргбюро ЦК АКП(б) (20 июля). 8 августа на совместном заседании Политбюро и Оргбюро ЦК АКП(б) был заслушен его совместный доклад с Л. И. Мирзояном «О положении в Карабахе» и в тот же день Караева на время утвердили Чрезвычайным уполномоченным Карабаха.
При обсуждении карабахского вопроса среди азербайджанских партийных и руководящих работников возникли различные точки зрения. В частности, 26 сентября состоялось обсуждение Политбюро и Оргбюро ЦК АКП(б) карабахской темы, в которой участвовал и Караев. Кроме Н. Нариманова и Д. Буниатзаде, которые стояли за кратчайшее претворение в жизнь решения Пленума Кавбюро ЦК РКП(б) от 5 июля, большинство участников обсуждения решили просить у Кавбюро пересмотра своего решения о выделении края и воздержаться до этого от объявления автономии. Чтоб собрать материалы по обсуждаемому вопросу Бюро ЦК АКП(б) образовало специальную комиссию, одним из членов которой стал Алигейдар Караев.
На конференции ответственных работников из числа армян и азербайджанцев, организованной 21 октября в Карабахе комиссией и Оргбюро ЦК АКП(б), имели место многочасовые прения. Сам Караев выступил с докладом. После этого конференция посчитала придание краю автономного статуса нецелесообразным. Однако эти действия не имели дальнейших последствий. Спустя три дня Оргбюро ЦК АКП(б) создал специальную комиссию по определению границ автономии.
Решение дел, связанных с карабахской автономией, затянулись до лета 1923 года. Постановлением Президиума ЦК АКП(б) за июнь 1923 года в одну административную единицу решено было выделить нагорный и низменный Карабах. Караев возглавил комиссию, которой надлежало детально разработать этот вопрос с последующим внесением его на рассмотрение Президиума ЦК АКП(б). Также он возглавлял специальную комиссию по определении границ автономии. 7 июля 1923 года в составе Азербайджана была учреждена Нагорно-Карабахская автономная область.

### По линии АКП(б)
В мае-июне 1920 года ЦК АКП(б) направил нескольких руководящих партийных работников в уезды. Караев был назначен Чрезвычайным уполномоченным ЦК АКП(б) в Шемахинский уезд. На тот момент это была высокая партийная должность. Наделённый большими правами Чрезвычайный уполномоченный ЦК партии, который одновременно был и Чрезвычайным уполномоченным Азревкома, занимался проведение политики партии в уезде. Он имел право как инспектировать, так при необходимости и распускать партийные организации и органы власти, а также назначать членов партийных комитетов. II Съезд АКП(б), прошедший 16-23 октября того же года, избрал пленум ЦК АКП(б). Уже 24 октября пленум избрал Алигейдара Караева членом Политбюро и Оргбюро ЦК АКП(б).
В ноябре того же года Президиум Бакинского комитета АКП(б) предложил районным комитетам партии (райкомам) выделить ответственных работников — организаторов для работы среди крестьян и этим ответственным работникам надлежало два раза в месяц предъявлять в Бакинский комитет доклады о своей работе. Караев вместе с Гамидом Султановым, как ответственные работники, были прикреплены к объединённому Фабрично-Заводскому району Баку.
Караев состоял членом специальной комиссии по переводу марксистской литературы на азербайджанской язык, созданной при отделе пропаганды ЦК решением Политбюро ЦК АКП(б) от 10 февраля 1922 года. При его участии Президиум ЦК АКП(б) на своём заседании, состоявшемся 29 августа 1922 года, постановил издать юмористический журнал на азербайджанском языке, коим стал «Молла Насреддин». Таким образом, был возобновлён выпуск этого журнала. 16 октября Алигейдар Караев подписал письмо в Народный комиссариат просвещения Азербайджанской ССР (Наркомпрос), в соответствии с которым редактором «Молла Насреддин» вновь стал писатель-сатирик Джалил Мамедкулизаде.
Постановлением I Пленума ЦК АКП(б) 16 марта 1923 года он был избран секретарём ЦК АКП(б) и находился в этой должности до 24 декабря 1929 года. По решению объединённого пленума ЦК и Бакинского комитета АКП(б), состоявшегося 22 января 1924 года, Караев возглавил специальную комиссию для организации траурных митингов и демонстраций, посвящённых смерти В. И. Ленина. На состоявшемся 19 октября 1925 года заседании Президиума ЦК АКП(б) ему было поручено разработать вопрос о наделении евреев Азербайджана землёй.
В сентябре 1926 года Президиум ЦК АКП(б) включил его в состав комиссии по подготовке практических мер для развития азербайджанской промышленности. В апреле 1927 года, Президиум ЦК АКП(б), по предложению Караева и Мусабекова, создал при Высшем совете народного хозяйства (ВСНХ) республики Комитет по постройке электростанций, который возглавил Г. Агавердиев. Сам Караев непосредственно участвовал в разработке конкретных мер в связи со строительство в Гяндже и Нухе электростанций.
Караев, а также Д. Буниатзаде, председательствовали на специальной комиссии по депортации ханов и беков, созданной Президиумом ЦК. По указанию комиссии от 10 марта 1928 года НКВД и ГПУ предписывалось «в двухнедельный срок выслать из пределов АзССР всех бывших помещиков, ханов и беков». Кампания по очистке республики от феодалов продлилась до 1929 года. Влиятельных беков и их семьи органы безопасности депортировали в Россию. Обратный доступ в Азербайджан им был закрыт. Многие беки ушли в подполье, укрылись в Баку, либо бежали за границу в Персию, а некоторые присоединились к бандам разбойников, которые орудовали по соседству.
В 1930—1931 годах он работал в должности Первого секретаря Гянджинского окружного комитета АКП(б).

#### Караев и газета «Коммунист»
Караев стал первым официальным ответственным редактором азербайджаноязычной газеты «Коммунист» — органа Компартии Азербайджанской ССР. Он занимал эту должность несколько раз. Вначале с 30 апреля по 19 августа 1920, затем с 3 января по 18 апреля 1922 и с 18 марта по 9 мая 1924 годов.
Но если в первый раз, вместо редакторской деятельности, он больше занимался военно-государственные делами и политическими интригами, то в последующем Караев организовал как в газете, так и в журналистских кругах охоту за «националистами» из представителей интеллигенции. Например, 27 апреля 1924 года тогдашний редактор газеты Габиб Джабиев опубликовал статью 2-го секретаря ЦК АКП(б) Эюба Ханбудагова «К национальному вопросу», после чего XIII Бакинкая партийная конференция поручила Караеву провести чистку редакции газеты от «окопавшихся там националистов — врагов советской власти». Караев на время отстранил Джабиева от должности главного редактора. Редакция была им буквально «очищена» от представителей высококультурной азербайджанской интеллигенции, которых он именовал мелкобуржуазными приспешниками.
Ещё один эксцесс произошёл, когда Габиб Джабиев вновь являлся ответственным редактором, но на этот раз он был связан с критикой последним стиля партийного руководства. Джабиев не только назвал Бакинский комитет органом, в котором иммигранты командуют местными (прежде всего его ненависть была направлена против секретаря Бакинского комитета Л. И. Мирзояна), но он явно всячески старался дискредитировать руководство АКП(б), чтоб привлечь на свою сторону Рухуллу Ахундова и стравить русских и тюркских рабочих внутри партийной организации. За это Караев упрекал Джабиева, видя в его лице идеолога тюркского национализма. Караев настоял на исключение Джабиева из состава Бакинского комитета и снятие его с поста главного редактора газеты «Коммунист», что и произошло в июле 1927 года.
С другой стороны Караев был одним из самых плодотворных авторов, чьи статьи были посвящены самым разнообразным темам.

### Иная деятельность
В 1923 году начался выпуск газеты «Кяндчи газетеси», ставшей первой массовой крестьянской газетой в Азербайджане. Алигейдар Караев являлся её первым редактором. Состоял членом редакционной коллегии издания ЦК АКП(б) — ежемесячного журнала «Ени кенд» («Новая деревня»), выходившего на азербайджанском языке.
Был ответственным редактором первого женского журнала Азербайджана — «Шарг гадыны» («Женщина Востока»), который стал издаваться с ноября 1923 года. Вопрос об издании «Шарк кадыны» обсуждался ЦК АКП(б) 2 июля того же года, который постановил «поручить тт. Караеву, Джабиеву, женотделу ЦК разработать смету и внести на секретариат». 11 сентября ЦК учредил редакционную коллегию (редколлегию) журнала, члены которой персонально подбирались Караевым совместно с зав. женотдела.
На IX съезде АКП(б) выступил за открытие курсов для председателей и членов Советов — женщин, чтоб подготовить их к этой работе.
На состоявшейся в декабре 1926 года XVI Общебакинской партийной конференции он выступал за переиздание учебников родного языка, чтоб очистить их от османских терминов, поскольку издавая такие учебники «мы этим самым литературу и знания отдаляем от рабоче-крестьянской массы».
Караев придавал важность переводу азербайджанской письменности на латиницу. Он писал: «В условиях Азербайджана важным в борьбе с некультурностью является проведение нового тюркского (то есть азербайджанского) алфавита. Без внедрения его в массу тюркских рабочих и крестьянства нельзя проводить ни одно культурное начинание». Был членом Всесоюзного центрального комитета нового тюркского алфавита (ВЦК НТА), учреждённого постановлением Президиума ЦИК СССР в мае 1927 года. Позднее, 21 июля 1928 года, в свет вышло постановление АзЦИК и СНК Азербайджанской ССР «Об обязательном и окончательном введении нового тюркского алфавита в Азербайджане», для реализации которого IV сессия АзЦИК V созыва, состоявшееся в октябре того же года, избрала специальную комиссию под председательством С. Агамалиоглы и Караев стал одним из членов данной комиссии.
Был делегатом с решающим голосом на XI и XV съездах РКП(б) // ВКП(б), прошедших в 1922 и 1927 годах соответственно.
На Первом съезде коммунистических организаций Закавказья, состоявшемся 18-22 февраля 1922 года в Тифлисе, его избрали кандидатом в члены Закавказского Краевого Комитета (Заккрайкома). По итогам I закавказского съезда Советов, открывшегося 10 декабря того же года в Баку, он стал членом избранного Съездом Закавказского Центрального Исполнительного Комитета (ЗакЦИК).
Спустя несколько лет, 27 ноября 1929 года, постановлением VI пленума Заккрайкома ВКП(б), Караев стал 2-м секретарём Закавказского краевого комитета ВКП(б) и оставался им до тех пор, пока VIII пленум 8 мая следующего года не освободил его от обязанностей.
Был членом Совета национальностей ЦИК СССР IV созыва (1927—1929). 15 декабря 1927 года XV съезд ВКП(б) избрал его одним из 195 членов ЦКК ВКП(б). Этот орган отвечал за контроль партийной дисциплины. В аппаратной иерархии партии члены ЦКК находились на верхней ступени, а их статус приравнивался к статусу члена ЦК партии. Начиная с 19 декабря того же года и по 26 июня 1930 года Караев состоял членом данного органа.
С 1931 по 1934 год Караев обучался в Институте красной профессуры. В 1934 году он защитил кандидатскую диссертацию на тему проблемы национальной политики партии в Закавказье. Его оппонентом на защите диссертации выступил Мамия Орахелашвили. Работал инструктором-преподавателем Института массового заочного обучения партийного актива при ЦК ВКП(б) — ИМЗО при ЦК ВКП(б).

## Трагический конец
Алигейдар Караев не оставлял надежд восстановить свои позиции в республике, о чём он и его супруга откровенно высказывались в узком кругу друзей и знакомых. М. Д. Багиров был осведомлён об этом. Сам он Караева не любил.
Будучи секретарём ЦК Компартии республики, Караев в 1928—1929 годах пытался пресекать антипартийные действия М. Д. Багирова и поднимал вопросы о поведении последнего перед президиумами ЦК АКП(б) и Заккрайкома. М. Д. Багиров в свою очередь составлял заявления на А. Караева, копии которых передавал Л. П. Берия.
Говоря о взаимоотношениях с Караевым, Багиров скажет, что он с ним не сработался. Караев и Мирзоян, как говорил Багиров, «прорабатывали» его. На вопрос в чём это выражалось, М. Д. Багиров ответил: «Этого я сейчас не помню, но во всяком случае создавались всякого рода проверки о моей прошлой работе в Азербайджане, создавались всякие небылицы вокруг моей личности, чтобы меня скомпрометировать».
По показаниям супруги Караева — Хавер Шабановой-Караевой — её муж до 1926 года был в дружеских отношениях с тогдашним председателем ЧК Багировым, пока последний не застрелил в своём кабинете человека. Багиров обратился за поддержкой к Караеву, но тот отказал ему, отчего Багиров был вынужден оставить свою должность. В объективности Хавер у азербайджанского историка Шалалы Мамедовой достаточно сомнений. Согласно другой версии, причиной враждебных отношений между Караевым и Багировым являлась сама Хавер. Багиров был ею сильно увлечён ещё до её замужества, но она дала ему отказ (по воспоминаниям Хавер, до апрельского переворота 1920 года она встречалась с Багировым всего один раз).
Заслуженный юрист РСФСР Н. Г. Смирнов, который был секретарём судебного присутствия на процессе по делу Багирова, писал о том, что Багиров не мог забыть как по настоянию Караева и других членов Президиума ЦК АКП(б) его, как склочника и интригана, в 1927 году сняли с должности главы Азербайджанского ГПУ.

### Травля
В 1935 году на страницах 7-го номера журнал «Партработник Закавказья» была опубликована обширная статья М. К. Алекберли и И. Эминбейли «Против извращений истории АКП(б). [О кн: Али-Гейдара Караева „Из недавнего прошлого“]», в которой речь шла о выпущенной А. Караевым в 1926 году книге «Из недавнего прошлого». На заседании бюро ЦК АКП(б), созванного Багировым 5 мая, было принято решение создать специальную комиссию. Ей поручалось просмотреть книгу Караева и дать своё заключение. Результаты работы комиссии Бюро ЦК АКП(б) рассмотрела 25 мая. Книга не только был раскритикована, но в заключении её предлагалось изъять из обращения, как «антиленинскую, антипартийную, дающую меньшевистскую концепцию истории АКП(б) и апрельской революции в Азербайджане».
В 1936 году М. Д. Багиров обратился к наркому внутренних дел СССР, секретарю ЦК ВКП(б) Н. И. Ежову с просьбой о привлечении того к ответственности. Более того, руководитель Азербайджана донёс на якобы сокрытие А. Караевым своего членства в меньшевистской организации. В конце года второй секретарь ЦК Акопов, по поручению Багирова, оговорил Караева вместе с Э. Ханбудаговым. По его словам, ими был организован контрреволюционный заговор из России.
4 января 1937 года на страницах газеты «Бакинский рабочий» появилась статья М. К. Алекберли «Отмолчаться не удастся», где была упомянута книга «Из недавнего прошлого». По словам автора статьи, Караев в ней грубо исказил историю партии, привёл «факты беззастенчивой лжи и жульнического извращения своего прошлого». Ему в вину ставилось отсутствие желания признаваться, что в прошлом он «был самым махровым меньшевиком». М. Алекберли напоминал и о газете «Ал Байраг», которую А. Караев редактировал вместе с Пепиновым и М. Магеррамовым, называя её грязным листком, которая обливала «грязными помоями большевистскую партию», «клеветала на рабочий класс, проповедовала махровый шовинизм». Алигейдар Караев обвинялся автором в том, что состоял при мусульманском национальном совете в Тбилиси и особенно в Майданском штабе народной гвардии, участвовавшем в расправе «меньшевистских бандитов» с революционным движение грузинских рабочих и крестьян. Большой виной А. Караева явилось то, что в своей книге он совершенно не осветил роль Сталина.
9 января ЦК АКП(б) отправил письма заведующим отделами партийной пропаганды и агитации, печати и издательств ЦК ВКП(б), директору и секретарю парткома Института массового заочного обучения при ЦК ВКП(б), Главной редакции Большой Советской Энциклопедии. К ним были приложены упоминавшиеся материалы. Сами письма содержали прежние обвинения, начиная от сокрытия меньшевистского прошлого и кончая отсутствием упоминания имени Сталина. Партколлегия КПК 3 февраля, рассмотрев вопрос, в своём постановлении отметила: «Считать, что нет оснований для обвинения т. Караева в сокрытии своего прошлого, поскольку он в своей автобиографии указывал на пребывание в меньшевистской организации (тифлисского „Гуммет“)».
Это была не просто критика. Книга Караева не вписывалась в новую, сталинскую концепцию истории большевизма. Журнал «Политработник Закавказья», с которого и началась критика книги, был органом Закавказского Крайкома ВКП(б), причём должность первого секретаря Заккрайкома занимал Л. П. Берия. Незадолго до того, как журнал раскритиковал книгу, в Тбилиси была издана брошюра Берия «К вопросу об истории большевистских организаций Закавказья». Затем, в 1938 году при личном участии Сталина был составлен Краткий курс истории ВКП(б) (к моменту её выхода Караев уже был казнён). ЦК ВКП(б) специальным постановлением объявило Краткий курс «энциклопедией философских знаний в области марксизма-ленинизма», где дано «официальное, проверенное ЦК ВКП (б) толкование основных вопросов истории ВКП (б) и марксизма-ленинизма, не допускающее никаких произвольных толкований». Если говорить об Азербайджане, то здесь в 1939 году вышла новая работа по истории АКП(б), на этот раз книга Багирова, под названием «Из истории большевистских организаций Баку и Азербайджана», продолжавшей книгу К вопросу об истории большевистских организаций Закавказья.

### Арест
На XIII съезде АКП(б), состоявшемся в июне, А. Караев потерял членство в ЦК. По предложению НКВД Азербайджанской ССР 3 июля его вместе с супругой арестовали в Москве и в сентябре доставили в Баку. Его взяли по ордеру, подписанному лично Багировым. Здесь безуспешно пытались добиться от него показаний в контрреволюционной деятельности. На следствии ему предъявили различные обвинения от сокрытия своего меньшевистского прошлого до участия в руководстве контрреволюционной националистической организации (с 1933 года), причём он объявлялся инициатором отторжения Азербайджанской ССР от СССР, а также вредительства, диверсий и подготовки терактов, в частности, против М. Д. Багирова.
Пока же показания против него давали другие арестованные. Заведующий отделом ЦК М. Гусейнов, которого арестовали в январе, дал показания о будто бы подпольной контрреволюционной организации Азербайджанская национальная партия, в руководящее ядро которого входил Алигейдар Караев. 4 января 1938 года показания дал Мансур Цаликов, работавший в Бакинской коллегии защитников. По его признанию он
был завербован в октябре или ноябре 1934 года бывшим секретарём ЦК КП Азербайджана А. Караевым у него дома в Москве. Как лиц, стоящих во главе контрреволюционной повстанческой организации, он назвал мне Мусабекова, Касимова Ю., Алиева Г., Ибрагимова, Рзаева. Караев поручил мне вербовать людей в контрреволюционную националистическую организацию, связаться с Балахлинским.
То, что Алигейдар Караев был вовлечён в «контрреволюционную» деятельность, упоминалось в донесениях, посылаемых на имя И. В. Сталина. Так, 20 июля 1937 года И. В. Сталин получил записку от Первого секретаря ЦК Компартии Грузинской ССР Л. П. Берия, в которой тот информировал о результатах расследования по «контрреволюционным группам» Грузии. В частности, в ней упоминался Закавказский контрреволюционный центр правых, куда от Азербайджана входили А. Караев и М. Д. Гусейнов. Они же вместе с Д. Буниатзаде, Ага Султановым, С. М. Эфендиевым, И. Довлатовым и Бабаевым являлись членами азербайджанского центра, созданного Закавкавказским контрреволюционным центром. Сталин был лично знаком с Караевым (по крайне мере Алигейдар Караев один раз, 6 ноября 1926 года, был на приёме у Сталина).

### Суд и казнь
6 января 1938 года Алигейдара Караева переправили обратно в Москву. А. Караев оговорил как себя, так М. Орахелашвили, Р. Ахундова и других лиц, но вскоре отказался от своих показаний, назвав их на суде ложными.
В своём выступлении на III пленуме ЦК АКП(б), проходившем 1-2 марта, Багиров заявил:
Все эти господа — Ахундов, Мусабеков, Юсуф Касимов, Караев, Рахманов — все они вынуждены следственными данными, приставленными к стенке, дать развёрнутые показания, что все они, как правило, служили, по крайней мере, контрразведкам двух капиталистических фашистских стран, что они готовили не только так называемый переворот, не только отчуждение Советского Азербайджана, но и продажу, расчленение его по частям своим хозяевам, на службе которых они находились как разведчики.
10 апреля И. В. Сталин получил одну из ежедневных сводок важнейших показаний арестованных, которые составляли сотрудники оперативных отделов ГУГБ НКВД СССР. В ней сообщается о показаниях по 5-му Отделу (военная контрразведка), относящихся к 8 апрелю, в частности показания бывшего командующего Приморской группой войск ОКДВА, командарма 2-го ранга М. К. Левандовского. Согласно этим показаниям, он в 1927 году «установил контрреволюционную связь с руководителем тюркских националистов-панисламистов Караевым», от которого ему было известно кто является участником панисламской организации и что Караев связал Левандовского с комдивом Азербайджанской дивизии Шамо Нахичеванским (так он назван в сводке), который через своего дядю (персидского министра) связан с англичанами.
Незадолго до суда был утверждён «Список лиц, подлежащих суду Военной коллегии Верховного суда Союза ССР» (так называемый Сталинский расстрельный список), датированный 19 апреля, в котором фигурировало имя Караева и он подлежал наказанию по I категории, означавшей расстрел (на документе стояли подписи Сталина, В. М. Молотова, Кагановича и А. А. Жданова).
Спустя два дня, 21 апреля, Военная коллегия Верховного Суда ССР рассмотрела дело Караева. Его дело слушали на закрытом судебном заседании без отсутствия сторон обвинения и защиты и без вызова свидетелей, в рамках Постановления ЦИК СССР «О порядке ведения дел о подготовке или совершении террористических актов» от 1 декабря 1934 года. Военная коллегия Верховного Суда СССР приговорила Алигейдара Караева к расстрелу и он был расстрелян. Прах А. Г. Караева захоронен на расстрельном полигоне «Коммунарка».

### Реабилитация
11 ноября 1955 года в ЦК КПСС была направлена записка и. о. генпрокурора СССР П. В. Баранова о реабилитации Алигейдара Караева. 26 ноября члены Президиума ЦК КПСС путём опроса приняли постановление «принять предложение Прокуратуры СССР (т. Баранова), изложенное в записке от 11 ноября 1955 г., № 207лс». 7 декабря Военная коллегия Верховного суда СССР отменила приговор в отношении в Караева и в связи с отсутствием состава преступления прекратила дело (посмертно).
Суд над Багировым состоялся в апреле 1956 года. Согласно приговору, вынесенному 26 апреля Военной коллегией Верховного суда СССР, Алигейдар Караев как и ряд других руководящих партийно-советских работников Советского Азербайджана был необоснованно арестован «по преступному указанию Багирова».

## Отношения с партией «Мусават»
Караев показал себя ярым антимусаватистом. Будучи депутатом парламента Азербайджанской Демократической Республики, он опубликовал десятки статей и фельетонов. Большое место среди них занимает критика «Мусавата», политики иностранных держав (например статья «Английское командование, Деникин и Азербайджан»). Позднее, на I Всеазербайджанском съезде Советов, состоявшемся в мае 1921 года, он и вовсе назовёт мусаватистов «подонками» англичан.
Одновременно Караев подвергался критике со стороны самих членов партии «Мусават». М. Э. Расулзаде писал следующее: «Али Гайдар Караев — ещё в парламенте объявил себя коммунистом. Конспирировал против национальной власти… Заядлый большевик-русофил…». Между тем, в годы депутатской деятельности, не все политические оппоненты разделяли критику в адрес А. Караева. Один из корреспондентов меньшевистской газеты «Искра» отметил:
«Я не поклонник тов. Караева, но то, что они (то есть мусаватисты — прим.) о нём пишут в своей газете „Азербайджан“, это ложь. Мне как раз пришлось его слушать последние два раза на фабрике. Он всегда призывал к организации, в борьбе с капитализмом и империализмом, но никогда не говорил о борьбе с Азербайджаном. Он призывал, правда, установить и у нас власть рабочих и крестьян и бороться с «Мусаватом», а это, видно, им не улыбается, так как тов. Караев пользуется среди наших рабочих колоссальным влиянием».
В дополнение к этому показательно одно из заседаний парламента, на котором Алигейдар Караев, возражая беспартийному Аге Ашурову, говорил, что рабочие являются противниками не независимости Азербайджана, а существующего строя.

## Отношение к личности Караева
Со времён репрессий, отношение к Алигейдару Караеву в азербайджанском обществе менялось в условиях того или иного политического режима.
В литературе Сталинского периода можно было встретить отрицательное отношение к его личности. И. Гусейнов в 1952 году упоминал Караева в числе тех, кто был разоблачён «как враги народа и прямые агенты международного империализма». После реабилитации, отношение к нему изменилось. Учёные Советского Азербайджана стали составлять биографию Караева, его именем были названы улицы. Первый секретарь ЦК Компартии Азербайджана Гейдар Алиев в своей книге «Советский Азербайджан», изданной в 1981 году, упоминал Караева среди «революционеров-большевиков, сынов азербайджанского народа», которые выросли и закалились в огне классовых битв.
Однако после распада СССР и смены общественно-политической системы, о нём вновь заговорили по другому. Азербайджанский историк Эльмар Магеррамов называл Караева довольно противоречивым человеком. В учебнике 5 класса по Истории Азербайджана (3-е изд., 2003 год) Караев вызывает особое неприятие у авторов. В документальном фильме «Красный террор, или Мирджафар Багиров», вышедшим в 1999 году, Алигейдар Караев осуждается как «палач и предатель», в то время как Багиров аккуратно оправдывается, хотя фильм затрагивает причастность последнего к репрессиям.
Негативный образ Караева представлен в азербайджанском документальном фильме «Последнее заседание» («Son iclas»), вышедшем на экраны в 2018 году. По замечанию Рафика Исмаилова «человек, не знакомый с историей тех лет, просматривая фильм, может прийти к выводу, что ведущая роль в деятельности местных большевиков принадлежала Алигейдару Караеву. Ему отведена роль самого негативного персонажа, предателя национальных интересов, агента России», но при этом Исмаилов считает, что по большей части это так.
Есть отзывы и в армянской публицистике. Так, участник Первой карабахской войны Ашот Хачатрян, автор книги воспоминаний «Трагедия моего народа», возлагал на комиссию Караева по определению границ Нагорно-Карабахской автономии ответственность за то, что Шаумяновский район и ряд других территорий были отделены от области: «От органически цельного тела Карабаха Караев с подручными отсекли, отбросили за пределы области почти весь исторический Гюлистан, восточные предгорья Дизака, с десятками селений и плодороднейшими угодьями».
Совсем разное отношение на книгу Караева «Из недавнего прошлого» между авторами 1930-х годов и постсоветского периода. Если во время сталинских репрессий книга осуждалась за искажение истории Компартии, то в вышедшей после распада СССР «Энциклопедии Мухаммеда Эмина Расулзаде» её автор Н. Ягублу перечисляет «Из недавнего прошлого» в числе тех книг, которые были направлены против М. Э. Расулзаде и партии «Мусават».

## Семья и родственники
Его супруга — Хавер Шабан кызы Шабанова-Караева (1901—1959). Она была родом из Тифлиса. Состояла членом партии с 1919 года. В числе других азербайджанских коммунистов она находилась в Астрахани, куда после падения Советской власти перебрались гумметисты-большевики. Здесь в Астрахани Шабанова-Караева с 1919 по 1920 год работала врачом в 12-м эвакуационном госпитале Красной Армии и в то же время являлась секретарём партийной ячейки госпиталя. Она прибыла в Баку в мае 1920 года вместе с частями 11-й Красной Армией.
С 1924 года Шабанова-Караева была инструктором женского отдела ЦК АКП(б). В 1931 году работала акушером-гинекологом в I Московском клиническом институте и вместе с тем была секретарём партийной ячейки. Её также арестовали в 1937 году. Она была привлечена к уголовной ответственности по статье 72.73 УК Азербайджанской ССР. На свободу она вышла в 1954 году.
Дочери Караева, Зефе, сообщили, что её отец осуждён на 10 лет «без права переписки» и она, окончив институт, отправилась с геологоразведочной партией на Колыму искать отца. Клеймо «сына врага народа» давала о себе знать для сына А. Караева — лауреата Государственной премии СССР, геофизика Назима Караева.
Брат Али-Овсат Караев сбежит на Дальний Восток и незадолго до своей смерти в 1988 году оставит воспоминания. В одном из номеров «Бакинского рабочего» будут процитированы следующие его строки: «из 11 членов семьи Караевых (мать, отец, семь братьев и две сестры) в живых осталось только три брата и две сестра, а остальные или уничтожены, или погибли. Останки их, разбросанные на огромной территории страны, нам удалось собрать и захоронить в Баку. Рядом с могилами матери и отца находится символическая могила брата Али Гейдара, где вместо его останков захоронена священная земля, привезённая из могилы нашего прадеда».

## Память
- Его именем были названы:
  - Азербайджанская советская сводная школа красного комсостава[130].
  - Одна из центральных улиц города Баку (бывшая Врангелевская)[274] (ныне улица Ахмеда Джавада).
- Hа стене дома в Баку (улица Коммунистическая 41, ныне — Истиглалият 41), в котором жил Алигейдар Караев, установлена мемориальная доска.

## Награды
- «Почётный пролетарский нагрудный знак» Азербайджанской ССР[275]
- Орден Трудового Красного Знамени Азербайджанской ССР[3]
- Орден Красного Знамени ЗСФСР (1932)[200]

## Публикации
- Караев А. Из недавнего прошлого. Материалы к истории Азербайджанской Коммунистической партии (большевиков). — Баку, 1926.
- Караев А. Итоги проведения решений партии по национальному вопросу (К XV Бакинпартконференции и к VII съезду АКП (больш-ков)). — Баку, 1925. — 21 с.
- Караев А. Бакинский пролетариат и азербайджанская деревня (Доклад на XVIII общебакинской партийной конференции). — Баку: Азгиз, 1929. — 77 с.

### Статьи
- Джангиров П. Правда о «Деле А. Г. Караева» // Правда и только правда. («Белые пятна» нашей истории). — Баку: Азернешр, 1991. — С. 4, 149-150.
- Зейналов Р., Гусейнов А. Наркомвоенмор Азербайджана (К 70-летию со дня рождения А. К. Караева) // Военно-исторический журнал. — М.: Изд-во Красная Звезда, 1966. — № 6.
- Степанов А. Азербайджанская Красная Армия. 1920—1924 // Старый Цейхгауз. — 2008. — № 1(25).

### Книги
- Баберовски Й. Враг есть везде. Сталинизм на Кавказе. — М.: Российская политическая энциклопедия (РОССПЭН), Фонд «Президентский центр Б.Н. Ельцина», 2010. — С. 229.
- Безугольный А. Ю. Народы Кавказа и Красная армия. 1918—1945 годы. — М.: Вече, 2007.
- Гусейнов А. Алигейдар Караев (биографический очерк). — Баку: Азербайджанское гос. изд-во, 1976.
- Декреты Азревкома. — Баку: Азернешр, 1988.
- Зейналов Р. Военное строительство — военно-патриотическая и оборонно-массовая работа в Азербайджанской ССР в период строительства социализма (1920—июнь 1941 г.). — Баку: Элм, 1990.
- Исмаилов Э. Р. История «Большого террора» в Азербайджане. — М.: Политическая энциклопедия, 2015. — 239 с.
- Мильман А. Ш. Азербайджанская ССР — суверенное государство в составе СССР. — Баку: Азербайджанское гос. изд-во, 1971.
- Мовсумов Д. Советская судебная система в Азербайджане. — Баку: Азербайджанское гос. изд-во, 1970.